# Porphyrinia zerny
Porphyrinia zerny là một loài bướm đêm trong họ Noctuidae.